# Haute-Banio
Haute-Banio es un departamento de la provincia de Nyanga en Gabón. En octubre de 2013 presentaba una población censada de 1413 habitantes.
Se encuentra ubicado al sur del país, junto a la costa del océano Atlántico y la frontera con República del Congo.